# Келер, Бела
Бела Келер, Адальберт Пауль фон Келер, Адальберт Келер, (венг. Kéler Béla, нем. Adalbert Paul von Keler; 13 февраля 1820, Бартфельд, ныне Словакия — 20 ноября 1882, Висбаден) — австро-венгерский дирижёр и композитор.

## Биография
Бела Келер родился 13 февраля 1820 года в городе Бартфельде (нем. Bartfeld, венг. Bártfa, ныне Бардеёв). Сын судьи Стефана Келера (1781—1849) и Анны Бот (1793—1848). В семье было 13 детей. Учился музыке у Симона Зехтера.
Работал в театрах Вены и Берлина, в 1856—1863 был капельмейстером 10-го пехотного полка в Галиции, после чего сменил Бенедикта Штадтфельда во главе военного и курортного оркестра в Висбадене. Сочинял лёгкую салонную музыку — вальсы, марши, песни, увертюры, оркестровые фантазии; считался признанным мастером скрипичных соло. Его увертюры и камерные сочинения долгое время были популярны в Великобритании и США.

## Сочинения
Наиболее значимыми сочинениями Келера принято считать «Комическую увертюру» (нем. Lustspiel-Ouvertüre) op.73 и вальс «Am schönen Rhein gedenk ich dein» op.83.
При этом в истории музыки он больше известен как автор чардаша Erinnerung an Bartfeld (Bártfai Emlék Csárdás), первую часть которого Иоганн Брамс, ошибочно предполагавший, что речь идёт о народной музыке (а не об оригинальном произведении), почти полностью мелодически перенёс в свой знаменитый «Венгерский танец № 5». Также на этом произведении Келера отчасти базируется и «Венгерский танец № 1» Брамса из того же сборника.
Из серьёзных работ композитора можно назвать часовое оркестровое произведение 1854 Carpathians («Карпаты»). Любопытно, что хотя по названию сочинения относится к Карпатских горам, в действительности Келер вдохновлялся (что видно и по названиям музыкальных картин, составляющих произведение наряду с увертюрой и интродукцией) окрестностями Высоких Татр близ места своего рождения.

## Наследие
Бела Келер передал все свои произведения в дар родному городу Bártfa. После того, как в 1903 году в городе был открыт Музей искусства Шариша, эта коллекция стала постоянной экспозицией музея.
На сегодняшний день эта экспозиция расположена возле входа в городской музейный зал Бардеёва в составе музея Шариша. Здесь же установлена мемориальная доска, демонстрируются письма, манускрипты, печатные работы композитора.